# Amesiella minor
Amesiella minor är en orkidéart som beskrevs av Karlheinz Senghas. Amesiella minor ingår i släktet Amesiella och familjen orkidéer.
Artens utbredningsområde är Filippinerna. Inga underarter finns listade i Catalogue of Life.